# George W. van Biene

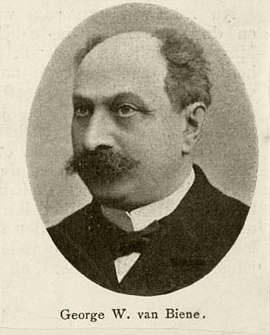

Gregorius (Wolf) van Biene (Rotterdam, 10 juli 1857 - Amsterdam, 21 november 1923) was een Rotterdamse ondernemer. 

## Levensloop
Hij begon als advertentieverkoper en was vervolgens boekdrukker, impresario en uitgever. In 1882 opende hij een kleinschalige drukkerij aan de Wijnstraat die later verhuisde naar de Passage en ten slotte naar de Binnenrotte. In 1907 opende hij een nieuwe elektrische drukkerij aan de Keerweerlaan.
In 1904 liet hij daar op eigen initiatief en naar een ontwerp van architect C.N. van Goor het Gebouw voor Kunsten en Wetenschappen bouwen. In 1907 organiseerde hij er een nijverheidstentoonstelling die werd bezocht door de koningin. Vijftien jaar lang haalde hij internationale circussen naar de stad en organiseerde hij variété-optredens en concerten in het gebouw voor K&W waarvan hij directeur was. 
Daarnaast gaf hij muziek uit van onder andere Louis Davids, Soesman & Zwaaf, Maurice Dumas en Nap de la Mar.